# Rodnaer Gebirge
Das Rodnaer Gebirge, auch Rodna-Gebirge (rumänisch Munții Rodnei) liegt im Norden Rumäniens. Das Gebirgsmassiv hat eine Länge von 50 km in westöstlicher Richtung. Es gehört zur nördlichen Gebirgsgruppe der Ostkarpaten. 46.399 Hektar des Rodna-Gebirges stehen unter Naturschutz. Der Nationalpark Rodna-Gebirge ist der größte Nationalpark in Rumänien.

## Berge und Erhebungen
Der höchste Berg des Gebirges ist der 2303 m hohe Pietrosu-Gipfel.
Die 2000-Meter-Marke übersteigen auch die Berge (rum. Vârful)
- Ineu (2279 m)
- Rebra (2271 m)
- Ineuț (2222 m)
- Puzdrelor (2189 m)
- Gargalău (2159 m)
- Omului (2134 m)
- Buhăescu Mare (2119 m)
- Rosu (2113 m)
- Repede (2074 m)
- Gropilor (2063 m)
- Coasta Netedă (2060 m)
- Galațului (2048 m)
- Negoiasa Mare (2041 m)
- Cisa (2036 m)
- Cormaia (2033 m)
- Țapului (2024 m)
- Paltinului (2003 m)

## Höhlen
Im Rodnaer Gebirge befinden sich viele interessante Höhlen (rum. Peștera), denn das Gebirge ist verkarstet.
- Izvorul Tăușoarelor, südlicher Teil bei der Siedlung Parva im Berg Bașca, die Länge beträgt 16 Kilometer
- Baia lui Schneider, dicht östlich der Siedlung Valea Vinului, die Länge beträgt 430 m
- Grota Zânelor, im Zentrum des Gebirges, 4368 m Länge
- Măglei am Westrand, bei der Siedlung Telcișor
- Jgheabul lui Zalion am Westrand, nahe beim Forsthaus der Siedlung Telcișor
- Izvorul Albastru al Izei am Nordrand,  bei Borșa.
- Peștera Cobășel
- Peștera de la Obârșie (Piatra Busuiocului)
- Peștera Laptelui (Peștera de sub Paltin)  in der Nähe von Borșa

## Gewässer
Im Rodnagebirge liegt das Quellgebiet des Großen Somesch.
Am Fuß einiger Gipfel befinden sich folgende Bergseen (Fläche/Volumen):
- Lacul Iezer (3450 m²/3431 m³)
- Lacul Repede (790 m²/156 m³)
- Lacul Buhăescu I (700 m²/609 m³)
- Lacul Buhăescu II (1700 m²/3645 m³)
- Lacul Buhăescu III (700 m²/122 m³)
- Lacul Buhăescu IV (1100 m²/1187 m³)
- Lacul Lala Mare (5637 m²/4476 m³)
- Lacul Lala Mică (1550 m²/290 m³)